# Ashley Evans
Pour les articles homonymes, voir Evans.
Ashley Evans (né le 18 juillet 1989 à Church Village, dans le Rhondda Cynon Taf) est un footballeur gallois. Il joue pour le club de Pen-y-Bont qui évolue en Welsh Premier League.

## Biographie
Avec le club du Llanelli AFC, il joue quatre rencontres rentrant dans le cadre des tours préliminaires de la Ligue Europa.

## Palmarès
Llanelli AFC
- Coupe du pays de Galles
  - Vainqueur : 2011